# Jeux olympiques d'hiver de 1994
Vous lisez un « bon article » labellisé en 2015.
Les Jeux olympiques d'hiver de 1994, officiellement connus comme les XVIIes Jeux olympiques d'hiver, ont lieu à Lillehammer en Norvège du 12 au 27 février 1994. Ce sont les premiers Jeux d'hiver qui ne se déroulent pas la même année que les Jeux d'été. La ville était déjà candidate pour accueillir les Jeux olympiques d'hiver de 1992, finalement attribués à Albertville. Pour l'organisation de ces Jeux, quatre villes sont en compétition et Lillehammer remporte les suffrages du Comité international olympique (CIO) lors du 3e tour face à la ville suédoise d'Östersund. C'est la deuxième fois qu'une ville norvégienne accueille les Jeux d'hiver après Oslo en 1952. La moitié des sites de compétition sont situés à Lillehammer, les autres à proximité immédiate de la ville, suivant l'idée de « Jeux compacts » voulus par le comité d'organisation.
Ces Jeux d'hiver réunissent 1 739 athlètes issus de 67 nations, qui participent à six sports et 61 épreuves, soit quatre de plus qu'en 1992. Quatre pays font leur entrée aux Jeux d'hiver, Israël, la Bosnie-Herzégovine, les Samoa américaines et Trinité-et-Tobago, tandis qu'une partie des anciennes républiques de l'URSS participent pour la première fois sous leurs propres couleurs, de même que la Slovaquie et la République tchèque.
À l'issue de ces Jeux, la Russie arrive en tête du tableau des médailles avec onze titres olympiques, mais ce sont les athlètes norvégiens qui comptent le plus grand nombre de médailles avec 26 récompenses, dont dix en or. La fondeuse italienne Manuela Di Centa est l'athlète la plus médaillée de ces Jeux ; elle réalise par ailleurs une performance exceptionnelle en montant sur le podium lors de chacune des cinq courses qu'elle a disputées, en remportant notamment deux fois la médaille d'or. La Russe Lioubov Iegorova et le Norvégien Bjørn Dæhlie, tous les deux spécialistes du ski de fond, comptent chacun quatre médailles. Avec ses trois titres olympiques, Egorova est d'ailleurs l'athlète ayant remporté le plus de médailles d'or lors de ces Jeux, en compagnie du patineur de vitesse norvégien Johann Olav Koss.

## Contexte

### Alternance des Jeux d'été et des Jeux d'hiver
Élu président du Comité international olympique en 1980, Juan Antonio Samaranch souhaite rénover le mouvement olympique. Il propose notamment de mettre fin au rythme quadriennal des Jeux, en séparant les Jeux d'été et d'hiver pour les disputer en alternance durant les années paires. Ceci permettrait d'offrir une plus grande visibilité aux Jeux d'hiver et d'en augmenter substantiellement les revenus. L'idée est débattue lors de la 91e session du CIO à Lausanne, du 12 au 18 octobre 1986, au cours de laquelle doivent être désignées les villes d'accueil des Jeux d'été et d'hiver de 1992. La proposition de Samaranch est adoptée : les XVIIes Jeux olympiques d'hiver se dérouleront donc en 1994, deux ans seulement après ceux d'Albertville.

### Sélection de la ville hôte
La ville de Lillehammer se porte une première fois candidate pour l'organisation des Jeux olympiques d'hiver de 1992, finalement attribués à Albertville. La possibilité d'une telle candidature est envisagée dès 1981 par le président du Comité olympique norvégien, Arne B. Mollén, dans une déclaration à la presse. Parallèlement, un comité devant étudier les mesures à prendre pour favoriser le développement économique et assurer l’emploi dans les régions intérieures de la Norvège estime que l'organisation des Jeux olympiques apparaît comme une mesure susceptible d’encourager la vie économique. Le conseil municipal de Lillehammer décide de déclarer son intérêt pour les Jeux le 2 juin 1983, ce qui aboutit à la création, au mois d'octobre suivant, de la société « Lillehammer-OL 1992 A/S » dirigée par Arild Sletten et Ole Sjetne et chargée d'organiser la campagne pour les Jeux de 1992. La présentation de la candidature a lieu lors d'une réception pendant les Jeux d'hiver 1984 à Sarajevo, en présence du roi Olav V. Lors de la 91e session du CIO à Lausanne, l'organisation des Jeux de 1992 est attribuée à Albertville alors que Lillehammer est éliminée lors du cinquième tour.
Le 11 décembre 1986, la municipalité décide de présenter une nouvelle candidature pour l'accueil des Jeux de 1994. La garantie de l’État pour cette nouvelle candidature s’élève à 1,8 milliard de couronnes norvégiennes (NOK), et reçoit le soutien du roi Olav V de Norvège, du premier ministre Gro Harlem Brundtland et du nouveau président du comité olympique norvégien, Jan Gulbrandsen. L'élection de la ville hôte se déroule à Séoul, en Corée du Sud, à l'occasion de la 94e session du CIO. Après le désistement de Lausanne (Suisse) et Leningrad (URSS), quatre villes sont en lice : Lillehammer, Östersund (Suède), Anchorage (États-Unis) et Sofia (Bulgarie). Lillehammer est choisie au 3e tour pour quarante-cinq voix contre trente-neuf allant à la ville suédoise. Elle devient la deuxième ville norvégienne à accueillir les Jeux olympiques d'hiver après Oslo en 1952.
| Ville       | Pays       | 1er tour | 2e tour | 3e tour |
| ----------- | ---------- | -------- | ------- | ------- |
| Lillehammer | Norvège    | 25       | 30      | 45      |
| Östersund   | Suède      | 19       | 33      | 39      |
| Anchorage   | États-Unis | 23       | 22      | —       |
| Sofia       | Bulgarie   | 17       | —       | —       |

## Organisation
Le comité d'organisation des Jeux voit le jour le 14 novembre 1988, peu après l'élection de la ville hôte, sous l'appellation « Lillehammer Organisasjonskomité AS » (LOOC, Comité d’organisation des Jeux olympiques de Lillehammer). Ole Sjetne le préside jusqu'à sa démission en octobre 1989. Il est alors remplacé par Gerhard Heiberg. Petter Rønningen assure les fonctions de directeur général du LOOC à partir du 1er janvier 1989. Le comité d'organisation est détenu à 51 % par l'État, 24,5 % par la municipalité de Lillehammer et 24,5 % par le Comité olympique norvégien. Au total, 12 035 personnes participent à l'organisation des Jeux : 881 employés du LOOC, 9 054 bénévoles et 2 100 militaires.

### Aspects économiques
Le montant des dépenses liées à l'organisation des Jeux s'élève à 7,4 milliards de couronnes norvégiennes (soit 1,1 milliard de dollars américains). Ce budget se répartit entre un crédit de l'état pour le comité d'organisation qui représente finalement plus de 6,4 milliards de couronnes, et près d'un milliard de couronnes pour les différents ministères. Le coût de construction des différents sites sportifs s'élève à près de 1,3 milliard de couronnes, dont plus de 240 millions pour la Håkons Hall, 221 millions pour le Vikingskipet et 203 millions pour la piste d'Hunderfossen.
Les recettes enregistrées s'élèvent quant à elles à 2,7 milliards de couronnes. La couverture médiatique des Jeux de Lillehammer bat des records : les épreuves sont diffusées dans 120 pays, contre seulement 86 pour ceux d'Albertville en 1992. Les droits de retransmission télévisée rapportent 239 millions de dollars, la chaîne américaine CBS déboursant à elle seule 200 millions de dollars pour diffuser les Jeux en exclusivité aux États-Unis. La vente des billets rapporte 248 millions de couronnes, soit 41 millions de dollars,. Au total, 1 211 573 billets sont vendus, ce qui représente une vente de 87,2 % des billets émis, et la deuxième meilleure affluence dans l'histoire des Jeux jusqu'alors, après ceux de Calgary en 1988.

### Marketing
L'emblème des Jeux est choisi par le comité d'organisation. Il représente une aurore boréale stylisée et des cristaux de neige blancs sur un fond bleu cobalt surmontant les cinq anneaux du drapeau olympique et la marque dénominative « Lillehammer'94 ». Cet emblème symbolise le contact des Norvégiens avec la neige, le ciel et la nature. Les différents pictogrammes sportifs ou informatifs s'inspirent des gravures rupestres norvégiennes, dont celle de Rødøy, vieille de 4 000 ans et considérée comme la plus ancienne représentation d’un skieur connue dans le monde. Ces différents pictogrammes sont constitués d'une figure blanche sur un fond carré de couleur magenta.
Le choix des mascottes pour ces Jeux se distingue par son originalité : Håkon et Kristin sont les premières mascottes olympiques incarnant des êtres humains. Sous les traits de jeunes enfants portant des habits médiévaux, en référence à leurs racines historiques, ils sont néanmoins des enfants modernes qui expriment les intérêts et visions de la jeunesse comme la conscience environnementale. Håkon et Kristin ont hérité leurs noms de personnages historiques du XIIIe siècle liés à la Norvège et à la région de Lillehammer. Håkon Håkonsson était le petit-fils du roi Sverre et qui devient lui-même roi en 1217. Kristin était la fille de Sverre et donc la tante de Håkon Håkonsson,. Kari et Werner Grossman sont les créateurs de ces mascottes, d'après une idée de l'architecte designer mexicain Javier Ramirez Campuzano,. Le comité d'organisation met en place un projet « Mascottes vivantes » : huit couples d'enfants norvégiens représentant chacun une des régions du pays sont sélectionnés parmi 10 000 candidats âgés de 10 à 11 ans pour jouer le rôle des deux mascottes pendant les Jeux ainsi qu'au cours des différentes manifestations qui les précèdent,.
Un programme numismatique est conçu à l’occasion des Jeux par le comité d’organisation, en collaboration avec la Banque de Norvège et la Monnaie Royale, couvrant l’émission de douze pièces d’argent et de quatre pièces d’or. Dix mille collections complètes sont ainsi constituées et rapidement vendues. Les pièces d’argent sont également vendues par paires d’une pièce d’une valeur de 50 couronnes et une de 100 couronnes, tandis que les pièces d'or sont vendues individuellement. Le programme numismatique rapporte 33 millions de couronnes au comité d'organisation.
D'autres projets de marketing sont mis en place par le LOOC, comme la vente aux enchères quotidienne à Lillehammer d’un T-shirt unique fabriqué pour chacun des 100 jours précédant les Jeux, l'émission de timbres-poste et d'articles philatéliques ou la création d'une série de vingt affiches officielles représentant le sport ou la culture.
Les Jeux sont sponsorisés par 7 partenaires mondiaux, 9 partenaires nationaux et 17 fournisseurs officiels qui apportent un soutien financier ainsi que des biens et des services aux organisateurs des Jeux. Le programme Birkebeinerlauget (le club Birkebeiner), qui rassemble les neuf partenaires nationaux, rapporte un soutien financier au comité d'organisation estimé à un total de 550 millions de couronnes.

### Nations participantes

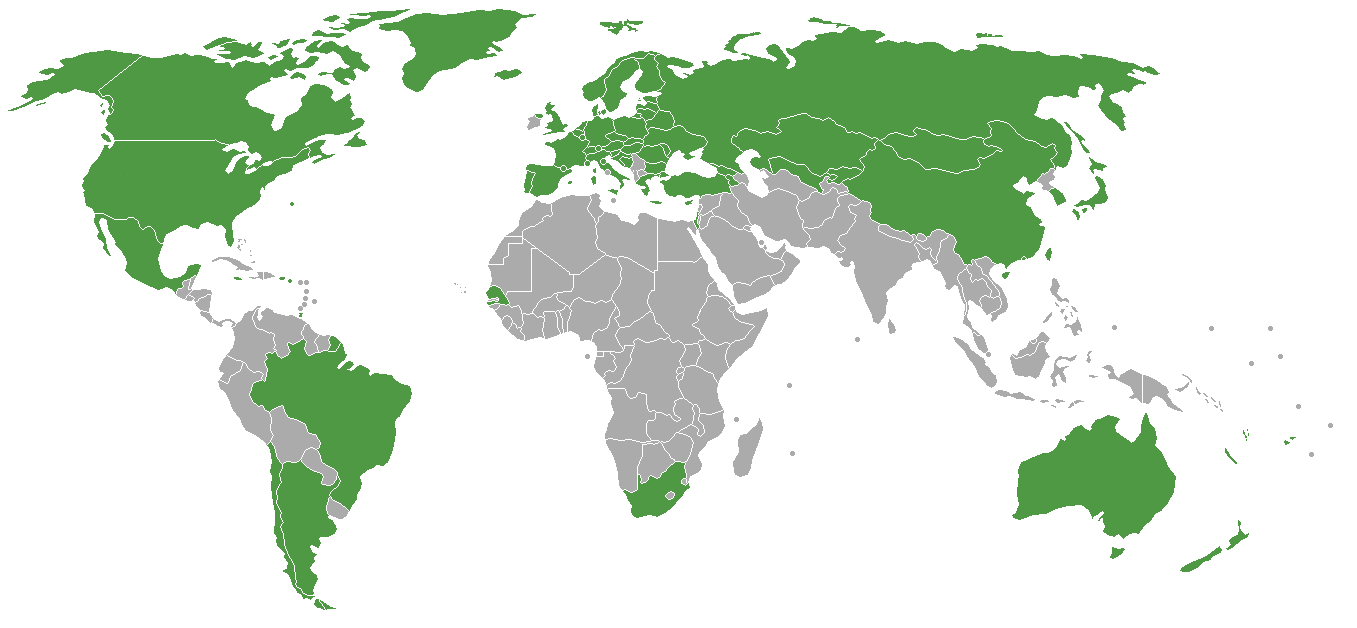
Pays participants aux Jeux d'hiver 1994 (en vert foncé).

Soixante-sept nations envoient une délégation à Lillehammer, pour un total de 1 739 athlètes dont 1 216 hommes et 523 femmes. Les femmes représentent 30,05 % des athlètes participants, ce qui représente alors la plus grande part depuis la création des Jeux d'hiver en 1924. Avec trois pays de plus que lors des Jeux de 1992, cela constitue un record de nations participantes pour les Jeux d'hiver à l'époque, alors que le nombre d'athlètes est en baisse par rapport à Albertville deux années plus tôt. Quatre nations font leur entrée aux Jeux d'hiver : Israël, la Bosnie-Herzégovine, les Samoa américaines et Trinité-et-Tobago,,,. Une partie des anciennes républiques de l'URSS participent pour la première fois sous leur propre couleur : l'Arménie, la Biélorussie, la Géorgie, le Kazakhstan, le Kirghizistan, la Moldavie, l'Ouzbékistan et l'Ukraine,,,,,,,. De même, la Slovaquie, après la dissolution de la Tchécoslovaquie, dispute ses premiers Jeux.
Le nombre indiqué entre parenthèses correspond au nombre d'athlètes engagés dans les épreuves officielles pour chaque pays.
- Afrique du Sud (2)
- Allemagne (112)
- Andorre (6)
- Argentine (10)
- Arménie (2)
- Autriche (80)
- Australie (25)
- Belgique (5)
- Bermudes (1)
- Biélorussie (33)
- Bosnie-Herzégovine (10)
- Brésil (1)
- Bulgarie (17)
- Canada (95)
- Chili (3)
- Chine (24)
- Taipei chinois (2)
- Chypre (1)
- Corée du Sud (21)
- Croatie (3)
- Danemark (4)
- Espagne (13)
- Estonie (26)
- États-Unis (147)
- Fidji (1)
- Finlande (61)
- France (98)
- Géorgie (5)
- Grande-Bretagne (32)
- Grèce (9)
- Hongrie (16)
- Islande (5)
- Italie (107)
- Israël (1)
- Jamaïque (4)
- Japon (59)
- Kazakhstan (29)
- Kirghizistan (1)
- Lettonie (27)
- Liechtenstein (10)
- Lituanie (6)
- Luxembourg (1)
- Mexique (1)
- Moldavie (2)
- Monaco (5)
- Mongolie (1)
- Norvège (88)
- Nouvelle-Zélande (7)
- Ouzbékistan (7)
- Pays-Bas (21)
- Pologne (28)
- Porto Rico (5)
- Portugal (1)
- Roumanie (23)
- Russie (113)
- Saint-Marin (3)
- Samoa américaines (2)
- Sénégal (1)
- Slovaquie (42)
- Slovénie (22)
- Suède (84)
- Suisse (59)
- Tchéquie (63)
- Trinité-et-Tobago (1)
- Turquie (1)
- Ukraine (37)
- Îles Vierges des États-Unis (8)

## Sites

Carte des sites retenus pour les Jeux.

Dix sites répartis entre Lillehammer, Hamar, Gjøvik et les stations de ski de Hafjell et Kvitfjell sont retenus pour accueillir les épreuves sportives. Dès la campagne de candidature, le comité d'organisation souhaitait organiser des « Jeux compacts », ce qui signifie que la plupart des épreuves devaient avoir lieu dans cette ville ou dans un lieu très proche. Le comité d'organisation décide par ailleurs de mettre en place un principe d'exigence d'une « construction écologique des installations olympiques », ce qui vaut notamment aux Jeux de Lillehammer d'être qualifiés de premiers Jeux « verts » de l'histoire. Une société mise en place par la municipalité de Lillehammer et lui appartenant, la Lillehammer olympiske anlegg (LOA), est chargée d'administrer les travaux de construction des différents sites.

### Sites sportifs
Cinq des dix sites sportifs sont situés à Lillehammer, la ville hôte de ces Jeux. Le stade de saut à ski Lysgårdsbakken accueille non seulement les compétitions de saut à ski et de combiné nordique mais également les cérémonies d'ouverture et de fermeture. Construit à environ 1 km du centre-ville, le site peut accueillir 35 000 spectateurs, avec notamment 7 500 places assises. Le gouvernement norvégien finance entièrement le projet de construction, à hauteur de 94 millions de couronnes norvégiennes. Le stade de ski de Birkebeineren se compose en réalité de deux stades, l'un pour les épreuves de ski de fond, pouvant accueillir 31 000 spectateurs, et l'autre pour le biathlon, d'une capacité de 13 500 places. Il est situé à 7 km à l'est du centre-ville de Lillehammer, à une altitude de 485 m. La surface totale occupée par ces deux stades avoisine les 200 000 m2. Lui aussi situé à l'est de la ville, à proximité des tremplins de saut, le stade de ski artistique de Kanthaugen est construit dans une zone de loisirs et de récréation en plein air très populaire auprès des habitants. Le stade comprend des pistes pour les différentes disciplines de ski acrobatique, les bosses, le saut et le ballet, cette discipline ne figurant pourtant pas au programme des Jeux. Les trois pistes possèdent une aire d'arrivée plane commune pouvant recevoir 15 000 spectateurs. La piste de bobsleigh, luge et skeleton d'Hunderfossen est située à 15 km au nord-ouest du centre-ville. Avant les Jeux, il n'y avait aucune piste de bobsleigh et de luge en Norvège car le parcours de Korketrekkeren utilisé lors des Jeux d'Oslo en 1952 n'était qu'une structure temporaire,. La piste d'Hunderfossen devient même la seule piste à réfrigération artificielle de Scandinavie. La longueur totale de la piste est de 1 710 m, pour un dénivelé de 112 m, avec une pente moyenne de 8 %. La Håkons Hall est le cinquième site implanté à Lillehammer même, à l'entrée du parc olympique. Avec une capacité totale de 10 500 spectateurs, dont 9 500 places assises, elle est l'une des plus grandes salles de sport de Norvège et accueille la plupart des matchs de hockey sur glace lors de ces Jeux.

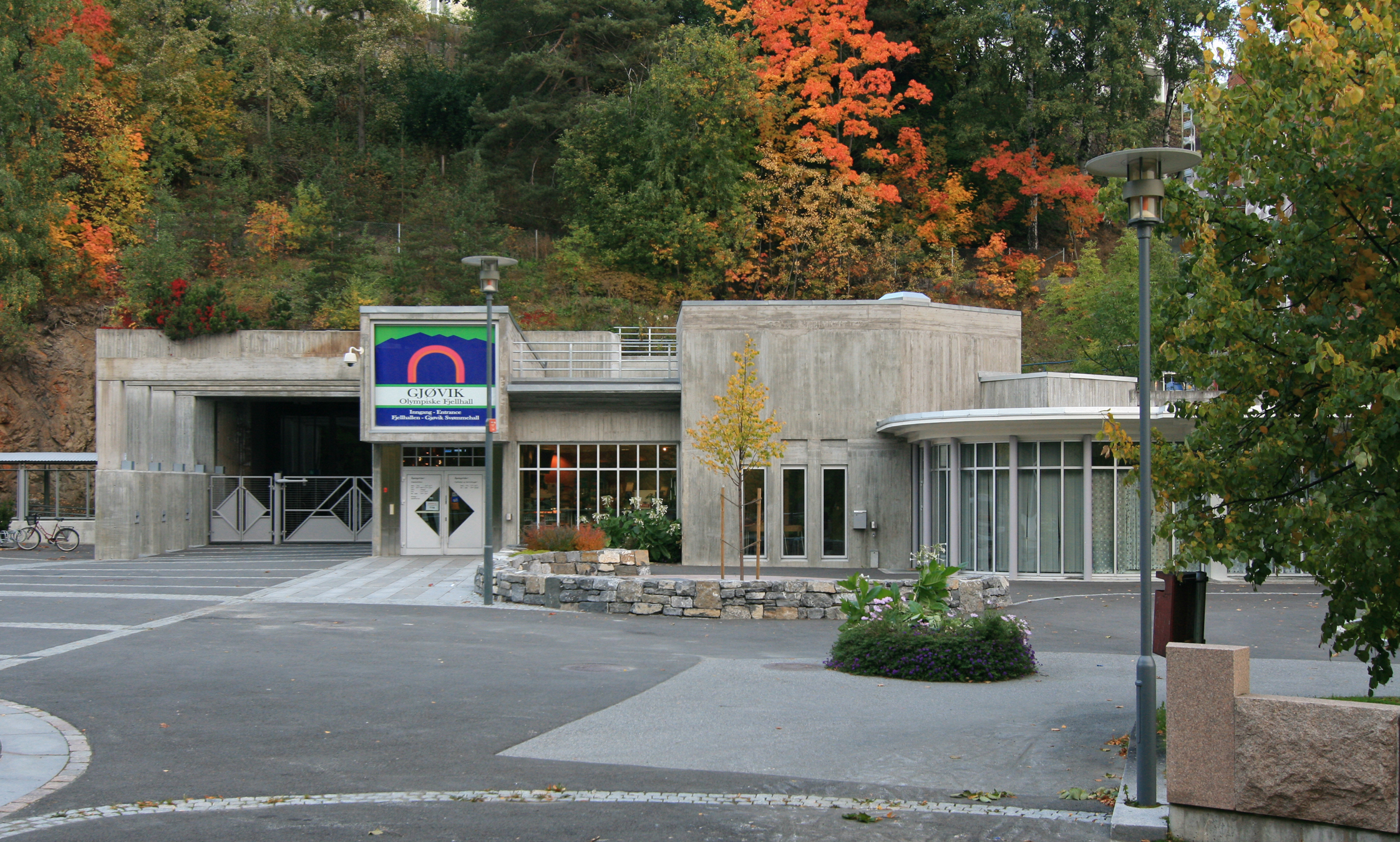
L'entrée de la patinoire souterraine de Gjøvik.

Une seconde patinoire est utilisée pour les rencontres de hockey, la patinoire olympique de Gjøvik, qui possède la particularité d'être entièrement construite sous la roche, et surnommée à ce titre la « caverne » par les Norvégiens. L'épaisseur de la roche au-dessus de la patinoire est comprise entre 25 m et 55 m. Sa construction a nécessité l'excavation de 140 000 m3 de roches en l'espace de huit mois. Elle accueille seize des quarante-cinq rencontres de hockey lors de ces Jeux et possède une capacité totale de 5 300 places.
Deux autres patinoires sont situées dans la municipalité de Hamar. La plus grande des deux, le Vikingskipet, également connu sous le nom de Halle olympique de Hamar, est dédiée aux épreuves de patinage de vitesse. Située à Åkersvika, à environ 1 km de centre-ville de Hamar, elle peut accueillir jusqu'à 10 600 personnes. Une deuxième salle est donc implantée en plein centre-ville, l'amphithéâtre olympique de Hamar, où se disputent les compétitions de patinage artistique et de patinage de vitesse sur piste courte devant 6 000 spectateurs.
Enfin, les épreuves de ski alpin sont organisées dans les stations de ski de Kvitfjell et Hafjell. La station de Kvitfjell est spécialement créée pour les Jeux dans la municipalité de Ringebu, à 58 km au nord de Lillehammer, afin d'y accueillir les épreuves de vitesse, la descente et le super-G. La piste de descente possède une longueur de 3 007 m, pour un dénivelé de 838 m. Certains passages comme le Winterhogget ou Klemma atteignent 67 % de déclivité, alors que les skieurs approchent les 130 km/h à l'arrivée, où 41 000 spectateurs peuvent se rassembler. La station de Hafjell existait quant à elle avant les Jeux puisque sa construction date de 1988. Elle est située à Øyer, à 15 kilomètres au nord de Lillehammer. Elle est choisie pour y disputer les épreuves techniques, le slalom et le slalom géant. Jusqu'à 30 000 spectateurs peuvent s'y rendre.

### Sites d'hébergement
Deux villages olympiques sont construits pour accueillir les athlètes, l'un à Lillehammer et l'autre à Hamar. L'installation de ces deux villages nécessite un budget de 250 millions de couronnes norvégiennes. Construit dans le quartier de Skårsetlia, à 3 km au nord-est du centre-ville, le village olympique de Lillehammer occupe une surface de 55 000 m2 et accueille environ 2 300 athlètes et officiels pendant la durée des Jeux. Les travaux de construction débutent en août 1992 pour prendre fin en décembre 1993. Seules 185 habitations sont des constructions permanentes, car la capacité d'hébergement imposée par l'organisation des Jeux dépasse largement les besoins d'une ville de taille modeste comme Lillehammer. Il est alors décidé de construire le reste en unités transposables, destinées à être déménagées dans d'autres régions de la Norvège après les Jeux. Le centre de services du village, qui représente une surface de 7 000 m2, est transformé à la fin des épreuves en un centre de services pour personnes âgées, un café, un jardin d’enfants et une église.
Le village annexe de Hamar accueille quant à lui 500 athlètes et officiels sur une surface de 6 450 m2. Les participants sont hébergés dans les locaux de l'école supérieure populaire de Toneheim, alors que des habitations supplémentaires sont aménagées sur un terrain adjacent.
Cinq villages sont aménagés pour accueillir 6 600 représentants des médias face à la faible capacité hôtelière de la ville. Ceux-ci sont érigés en suivant une règle simple : leur emplacement ne doit pas être situé à plus d'une demi-heure des différents lieux de travail. Le coût total de l'aménagement de ces villages, exclusivement constitués de maisons ou de chalets en bois, atteint 460 millions de couronnes, alors que leur surface totale occupe 125 000 m2 de terrain, dont la moitié, située sur des terrains agricoles, est temporaire. Les villages de Hafjelltoppen et Sørlia sont installés dans la station de ski d'Hafjell, qui accueille des compétitions de ski alpin, le premier au-dessus de la station, le second près de l'aire d'arrivée des pistes olympiques. La construction des différents chalets apporte une forte contribution au tourisme dans la station. La zone de Storhove, située à Lillehammer, possède une capacité totale de 2 400 lits et abrite également le Centre principal de Presse (CPP) et le Centre international de Radio et de Télévision (CIRTV). Un autre village est aménagé à Jorekstad, à 2 km au nord de Storhove, alors que le dernier village est implanté à Hamar, dans le quartier Snekkerstua, où l'on construit un ensemble de 89 habitations permanentes.

## Déroulement

### Relais de la flamme olympique
Deux relais de la flamme sont organisés parallèlement à l'occasion de ces Jeux, un parcours officiel et un parcours norvégien. Conformément à la charte olympique, la flamme est allumée à Olympie le 16 janvier 1994 avant d'être transportée par avion jusqu'en Allemagne, où elle passe successivement à Stuttgart, Karlsruhe, Düsseldorf et Hambourg. Elle passe également par l'université de Cologne, où une vasque est allumée en l’honneur de Carl Diem, initiateur du principe du relais de la flamme. C'est aussi en Allemagne qu'une performance étonnante est réalisée : le passage de la torche olympique se fait entre deux parachutistes, au-dessus de la ville de Grefrath. D'une longueur totale de près de 6 000 kilomètres, le relais se poursuit jusqu'à Copenhague, Helsinki, Stockholm puis Oslo. La flamme est ensuite acheminée par voie aérienne jusqu'à Sjusjøen, à proximité de Lillehammer. Conçue par les designers norvégiens André Steenbuch Marandon et Paal Christian Khaars, la torche olympique consiste en un long manche de bois prolongé par un patin en métal, pour une longueur de 152 cm. Un relais à ski est alors organisé jusqu'au stade de saut à ski de Lysgårdsbakken, où la flamme atterrit lors de la cérémonie d'ouverture, portée par le sauteur Stein Gruben.
Un parcours non olympique de la flamme est également mis en place à l'initiative du comité d'organisation des Jeux de Lillehammer. Ce parcours a pour but de mettre en avant la culture et les traditions norvégiennes, tout en suscitant l'adhésion de la population à l'évènement olympique. Le trajet de la flamme se déroule sur une durée de 75 jours, entre le 27 novembre 1993 et le 12 février 1994, jour de la cérémonie d'ouverture, avec le soutien de la Poste norvégienne. Une flamme est allumée à Morgedal, village natal de Sondre Norheim, pionnier du ski moderne, comme pour les Jeux d'Oslo en 1952 et de Squaw Valley en 1960. La première relayeuse est la princesse Märtha Louise. Le parcours sur le sol norvégien atteint 12 000 kilomètres dont 8 000 kilomètres à terre. Contrairement au parcours de la flamme officielle, celui-ci s'achève dans la rue principale de Lillehammer, la Storgata, en allumant la vasque des Jeux de 1952.

### Calendrier
Les Jeux olympiques d'hiver de 1994 se déroulent du samedi 12 au dimanche 27 février. Ils s'étendent donc sur seize jours et trois week-ends, comme les éditions précédentes. Le tournoi de hockey sur glace commence le même jour que la cérémonie d'ouverture. Le nombre d'épreuves passe de 57 en 1992 à 61 en 1994, après l'ajout de quatre épreuves, le 1 000 m dames et le 500 m messieurs en patinage de vitesse sur piste courte ainsi que le saut messieurs et dames en ski acrobatique.
| CO | Cérémonie d'ouverture | ● | Épreuve(s) | 1 | Finale d'épreuve officielle | CC | Cérémonie de clôture |

| février 1994                         | 12 Sam | 13 Dim | 14 Lun | 15 Mar | 16 Mer | 17 Jeu | 18 Ven | 19 Sam | 20 Dim | 21 Lun | 22 Mar | 23 Mer | 24 Jeu | 25 Ven | 26 Sam | 27 Dim | Épreuves |
| ------------------------------------ | ------ | ------ | ------ | ------ | ------ | ------ | ------ | ------ | ------ | ------ | ------ | ------ | ------ | ------ | ------ | ------ | -------- |
| Cérémonies                           | CO     |        |        |        |        |        |        |        |        |        |        |        |        |        |        | CC     | —        |
| Biathlon                             |        |        |        | 1      |        |        | 1      |        | 1      |        |        | 2      |        | 1      |        |        | 6        |
| Bobsleigh                            |        |        |        |        |        |        |        | ●      | 1      |        |        |        |        |        | ●      | 1      | 2        |
| Combiné nordique                     |        |        |        |        |        |        | ●      | 1      |        |        |        | ●      | 1      |        |        |        | 2        |
| Hockey sur glace                     | ●      | ●      | ●      | ●      | ●      | ●      | ●      | ●      | ●      | ●      | ●      | ●      | ●      | ●      | ●      | 1      | 1        |
| Luge                                 |        | ●      | 1      | ●      | 1      |        | 1      |        |        |        |        |        |        |        |        |        | 3        |
| Patinage artistique                  |        | ●      |        | 1      |        | ●      | ●      | 1      | ●      | 1      |        | ●      |        | 1      |        |        | 4        |
| Patinage de vitesse                  |        | 1      | 1      |        | 1      | 1      | 1      | 1      | 1      | 1      |        | 1      |        | 1      |        |        | 10       |
| Patinage de vitesse sur piste courte |        |        |        |        |        |        |        |        |        |        | 1      |        | 2      |        | 3      |        | 6        |
| Saut à ski                           |        |        |        |        |        |        |        |        | 1      |        | 1      |        |        | 1      |        |        | 3        |
| Ski acrobatique                      |        |        |        | ●      | 2      |        |        |        |        | ●      |        |        | 2      |        |        |        | 4        |
| Ski alpin                            |        | 1      | ●      | 2      |        | 1      |        | 1      | ●      | 1      |        | 1      | 1      |        | 1      | 1      | 10       |
| Ski de fond                          |        | 1      | 1      | 2      |        | 1      |        | 1      |        | 1      | 1      |        | 1      |        |        | 1      | 10       |
| Nombre total de finales              | 0      | 3      | 3      | 6      | 4      | 4      | 3      | 5      | 4      | 4      | 3      | 4      | 7      | 4      | 4      | 4      | 61       |
| Total                                | 0      | 3      | 6      | 12     | 16     | 20     | 23     | 28     | 32     | 36     | 39     | 43     | 50     | 53     | 57     | 61     | 61       |

### Cérémonie d'ouverture
La cérémonie d'ouverture a lieu le 12 février au Lysgårdsbakken, le stade de saut à ski de Lillehammer, devant 37 000 spectateurs vêtus de blanc pour l'occasion. Le metteur en scène du spectacle, Bentein Baardson (en), met la tradition norvégienne à l'honneur. Des Samis entrent dans le stade sur des traîneaux tirés par des rennes, suivis par des skieurs venus du comté de Telemark, alors que des trolls jaillissent du sol enneigé.
Allumée comme en 1952 pour les Jeux d'Oslo dans le petit village de Morgedal, où est né Sondre Norheim, le « père du ski », la flamme olympique arrive par les airs, portée par le sauteur Stein Gruben. Ce dernier remplace Ole Gunnar Fidjestøl, blessé lors de la répétition générale. La flamme est transmise à une jeune fondeuse handicapée, Katrine Nøttingnes, puis au prince Haakon, à qui revient la charge d'enflammer la vasque. Après les discours de Gerhard Heiberg, président du Comité d'organisation, et de Juan Antonio Samaranch, président du CIO, les Jeux sont officiellement déclarés ouverts par le roi Harald, accompagné de la reine Sonja. Le serment des athlètes est prononcé par le fondeur norvégien Vegard Ulvang, triple médaillé d'or à Albertville, alors que la juge de patinage artistique Kari Karing prête le serment des officiels. Une minute de silence est observée en l'honneur de la ville de Sarajevo, hôte des Jeux 1984 et fortement touchée par les conflits liés aux guerres de Yougoslavie.

### Épreuves

#### Biathlon

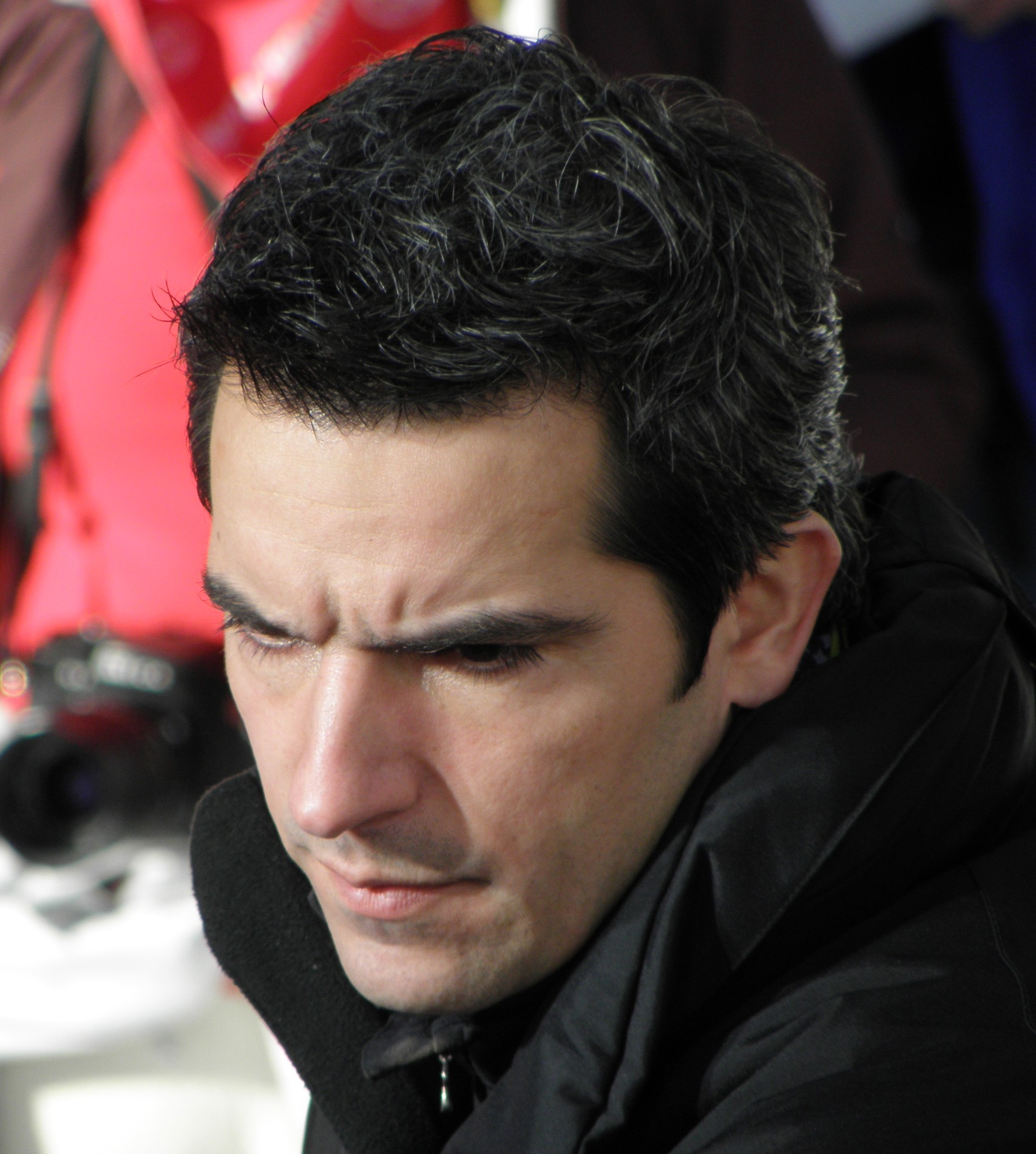
Médaillé d'argent sur le sprint, Ricco Groß gagne une médaille du même métal avec le relais allemand.

Les épreuves de biathlon ont lieu au Stade de ski de Birkebeineren, à 7 kilomètres de Lillehammer. Six courses sont au programme : l'individuel, le sprint et le relais, pour les hommes et les femmes. Elles sont disputées par 193 athlètes, dont 99 hommes et 94 femmes, représentant 32 pays. L'Allemagne est la nation la plus médaillée avec six récompenses dont une en or, juste devant la Russie, qui remporte seulement cinq médailles mais compte trois titres olympiques. L'épreuve du relais féminin est modifiée pour ces Jeux : alors qu'elle consistait jusqu'alors en trois relais de 7,5 km chacun, elle en compte désormais quatre.
Le biathlète russe Sergey Tarasov s'affirme comme l'un des hommes de ces Jeux en montant à trois reprises sur le podium, ce qui signifie qu'il a remporté une médaille dans chacune des courses qu'il a disputées. Il s'adjuge l'or sur l'individuel, le bronze sur le sprint remporté par son compatriote Sergey Chepikov, et la médaille d'argent avec le relais russe. Le relais allemand, notamment composé de Ricco Groß, Frank Luck et Sven Fischer, tous les trois médaillés sur l'une des épreuves individuelles, domine la course avec plus d'une minute d'avance sur la Russie. La France prend la médaille de bronze.
Chez les femmes, la Canadienne Myriam Bédard réalise un véritable exploit en obtenant le doublé en or sur l'individuel et sur le sprint,. Les biathlètes russes, qui ne remportent aucune médaille individuelle, gagnent l'or en relais avec près de quatre minutes d'avance sur les concurrentes Allemandes en profitant notamment du manque de réussite de Simone Greiner-Petter-Memm, troisième relayeuse Allemande, qui se voit contrainte d'effectuer 900 mètres sur l'anneau de pénalité à cause de six cibles restées non blanchies sur les dix malgré les pioches au tir. L'équipe de France, emmenée par Anne Briand, médaillée d'argent sur l'individuel, prend la 3e place de la course à plus de cinq minutes des vainqueurs,.

#### Bobsleigh
Les deux épreuves masculines de bobsleigh, à deux et à quatre, se déroulent sur la piste d'Hunderfossen. Elles rassemblent 154 athlètes de 30 pays. Avec trois médailles dont une en or, l'équipe suisse est la plus médaillée, devant l'Allemagne qui compte deux médailles dont un titre et l'Italie.
La Suisse affirme sa domination dans l'épreuve du bob à deux en plaçant ses deux équipages sur les deux premières marches du podium. L'équipage Gustav Weder-Donat Acklin conserve leur titre obtenu à Albertville deux années plus tôt en devançant le bob de Reto Götschi et Guido Acklin, frère de Donat. Seulement cinq centièmes séparent les deux équipages suisses, alors que la troisième place revient aux Italiens Günther Huber et Stefano Ticci,.
Gustav Weder et Donat Acklin montent également sur le podium de l'épreuve de bob à quatre, en compagnie de leurs équipiers Kurt Meier et Domenico Semeraro, mais le titre revient au second équipage allemand, composé du pilote Harald Czudaj, de Karsten Brannasch, Olaf Hampel et Alexander Szelig. L'Allemagne obtient également la médaille de bronze avec l'équipage no 1,.

#### Combiné nordique
Les épreuves de combiné nordique ont lieu sur deux sites. Le saut est disputé sur le tremplin du stade Lysgårdsbakken, alors que le ski de fond est organisé sur le tracé du Birkerbeineren. Cinquante-trois athlètes représentant seize pays prennent part aux deux épreuves disputées. La Norvège obtient trois médailles, une de chaque métal.
Fred Børre Lundberg remporte le titre dans l'épreuve individuelle alors qu'un autre Norvégien, Bjarte Engen Vik, prend la troisième place. Le Japonais Takanori Kōno obtient la médaille d'argent alors que son compatriote Kenji Ogiwara, leader de la Coupe du monde et grand favori de l'épreuve, ne se classe que quatrième,. Le Japon conserve cependant la mainmise sur l'épreuve par équipes, comme à Albertville en 1992. La Norvège prend la deuxième place devant l'équipe suisse menée par Hippolyt Kempf et Jean-Yves Cuendet, respectivement 6e et 7e de l'épreuve individuelle,.

#### Hockey sur glace
Le tournoi de hockey sur glace est organisé dans deux salles : la patinoire du Håkons Hall et la patinoire olympique de Gjøvik. Douze équipes réunissant 268 athlètes s'affrontent durant les deux semaines de compétition. Elles sont séparées en deux groupes de six dans lesquels chacune des équipes rencontre les cinq autres. Les quatre premiers de chaque groupe se qualifient pour les quarts de finale.
L'équipe finlandaise arrive en tête du groupe A en ayant remporté tous ses matchs. L'Allemagne, la République tchèque et la Russie terminent ex æquo avec six points, soit trois victoires et deux défaites en cinq matchs, et se qualifient pour les quarts de finale. Dans le groupe B, c'est la Slovaquie qui prend la première place en étant invaincue, devant le Canada et la Suède, deuxièmes ex æquo, et l'équipe américaine.
Les Canadiens et les Suédois se retrouvent en finale du tournoi. À l'issue du temps réglementaire et de la prolongation, les deux équipes sont à égalité, deux buts partout. La médaille d'or est décernée à l'issue d'une séance de tirs de fusillade. Le gardien suédois Tommy Salo arrête le tir de Paul Kariya et offre le titre à son équipe. C'est la première fois que la Suède remporte l'or olympique dans cette discipline. Tomas Jonsson, Håkan Loob et Mats Näslund deviennent les premiers membres du Club Triple Or, qui réunit les joueurs ayant remporté les Jeux olympiques, le Championnat du monde et la Coupe Stanley.

#### Luge

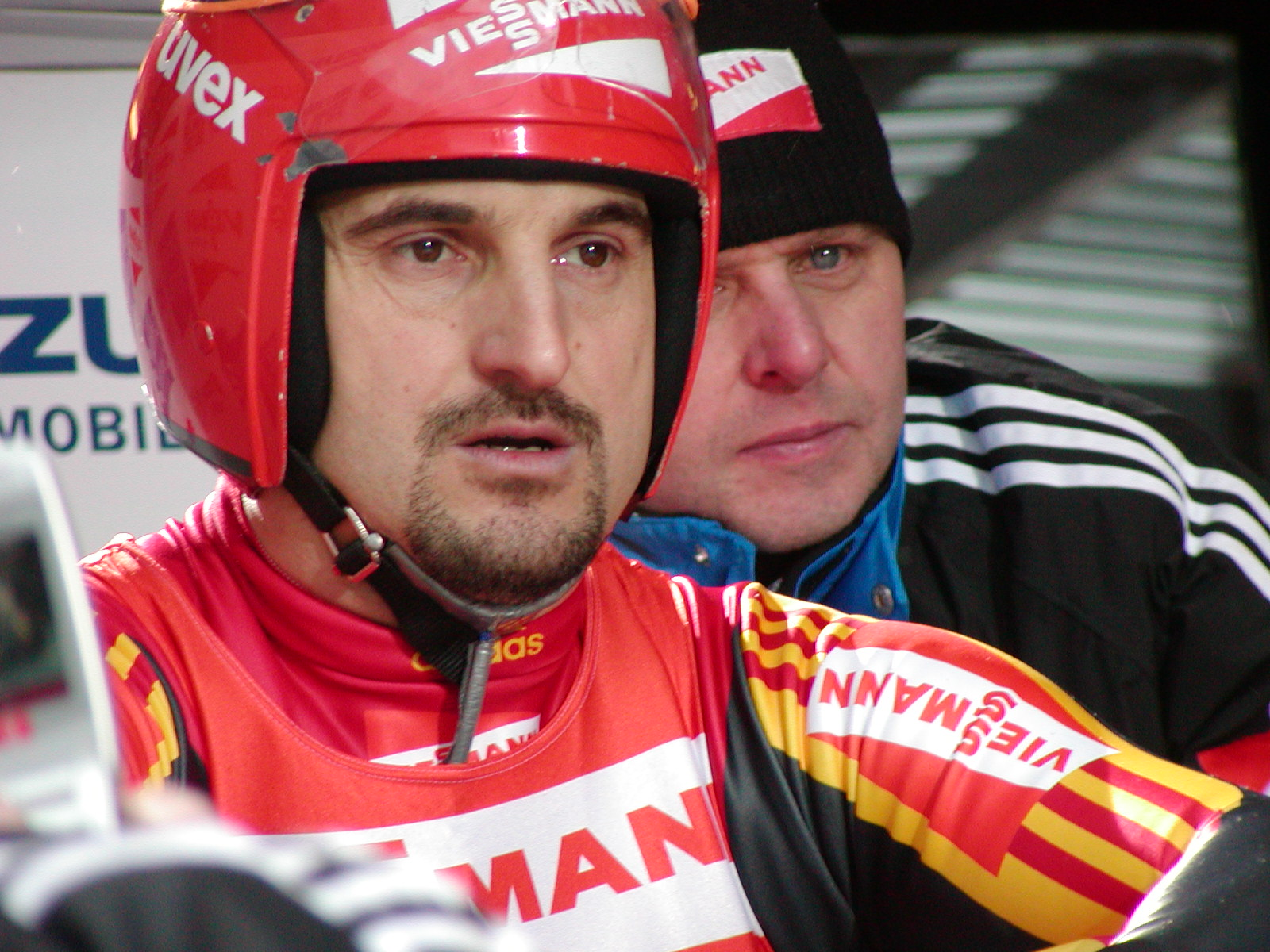
Georg Hackl gagne son second titre olympique consécutif.

La piste d'Hunderfossen accueille les 92 athlètes de 25 pays, dont 67 hommes et 25 femmes, prenant part aux épreuves de luge. Trois épreuves sont programmées : la luge simple pour les hommes et les femmes ainsi que la luge double. L'Italie remporte quatre médailles dont deux titres olympiques, ce qui en fait la nation la plus médaillée dans cette discipline pour ces Jeux. L'Allemagne obtient trois récompenses et l'Autriche deux.
Le podium de l'épreuve de luge simple hommes est presque le même que celui d'Albertville : l'Allemand Georg Hackl gagne la médaille d'or devant l'Autrichien Markus Prock, comme ce fut le cas deux années plus tôt. L'Italien Armin Zöggeler prend la 3e place et remporte ainsi la première de ses six médailles olympiques,. L'épreuve de luge double est dominée par l'Italie : les deux équipages de ce pays occupent les deux premières places du podium, la victoire revenant à Kurt Brugger et Wilfried Huber. Vainqueurs en 1992, les Allemands Stefan Krauße et Jan Behrendt n'obtiennent cette fois que le bronze. Chez les femmes, l'Italienne Gerda Weissensteiner domine l'Allemande Susi Erdmann, déjà médaillée à Albertville, de plus de sept dixièmes de seconde, alors que l'Autrichienne Andrea Tagwerker prend le bronze.

#### Patinage artistique

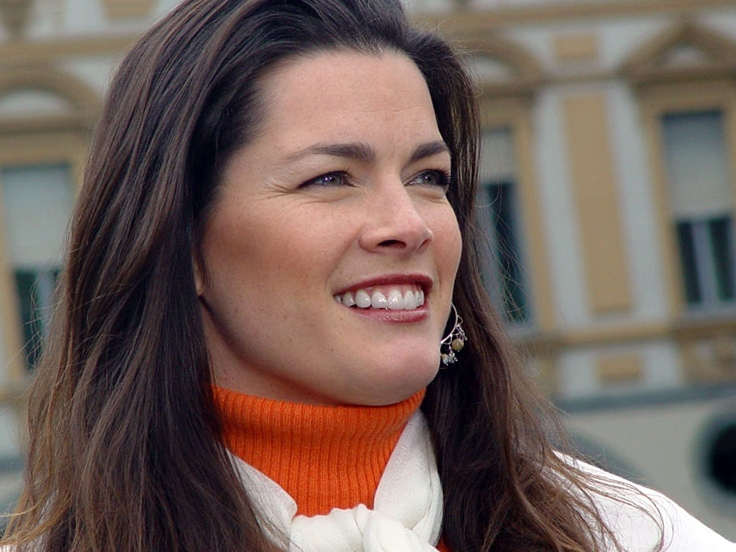
Nancy Kerrigan, médaillée d'argent à Lillehammer.

L'amphithéâtre olympique de Hamar accueille les épreuves de patinage artistique, qui regroupent 129 athlètes, dont 63 hommes et 66 femmes, représentant 28 pays. Quatre épreuves sont disputées : simple messieurs et dames, couples et danse sur glace. La fédération internationale autorise les patineurs professionnels à concourir, ce qui permet à d'anciens médaillés comme Katarina Witt ou Brian Boitano de participer à nouveau aux Jeux. Avec cinq médailles dont trois en or, la Russie est la nation la plus médaillée dans cette discipline.
L'épreuve du simple dames atteint une médiatisation exceptionnelle. Quelques jours avant les championnats des États-Unis de patinage artistique, passage obligé pour obtenir sa qualification pour les Jeux, la grande favorite Nancy Kerrigan est agressée alors qu'elle sort de l'entraînement. Blessée à un genou par une barre en fer, elle doit déclarer forfait et laisser le titre à sa rivale Tonya Harding. L'enquête démontre que l'entourage de cette dernière est directement impliqué dans l'agression de Kerrigan. Pour réparer l'injustice, le Comité olympique américain offre une dérogation à Nancy Kerrigan afin qu'elle puisse tout de même participer aux Jeux. À Lillehammer, elle prend la 2e place de la compétition et remporte sa deuxième médaille olympique après celle obtenue en bronze à Albertville, alors que Tonya Harding ne prend que la 8e place, avant d'être bannie du patinage artistique à la suite de cette affaire. Le titre revient à l'Ukrainienne Oksana Baiul, qui apporte à son pays sa première médaille d'or aux Jeux d'hiver. L'Allemande Katarina Witt, la championne olympique de 1984 et 1988 qui effectue son retour à la compétition, ne se classe que 7e de l'épreuve mais suscite l'émoi du public à travers son programme libre dans lequel elle patine sur la musique de Where have all the flowers gone ? en hommage à la ville de Sarajevo détruite par la guerre, et où elle avait remporté son premier titre olympique.
La Russie réalise le doublé or-argent à la fois sur l'épreuve de couples et sur l'épreuve de danse sur glace. Cette dernière épreuve est marquée par le retour du couple britannique Jayne Torvill-Christopher Dean. Champions olympiques à Sarajevo dix ans plus tôt, ils obtiennent le bronze à Lillehammer. Dans l'épreuve messieurs, le Russe Aleksey Urmanov s'impose devant le Canadien Elvis Stojko et le Français Philippe Candeloro.

#### Patinage de vitesse
Les épreuves de patinage de vitesse se déroule dans le Vikingskipet de Hamar. Elles rassemblent 150 athlètes de 21 pays, dont 89 hommes et 61 femmes. L'Allemagne remporte six médailles, dont une en or, ce qui en fait la nation la plus médaillée.
Le Norvégien Johann Olav Koss marque l'histoire des Jeux : il réussit l'exploit de remporter trois médailles d'or dans les trois courses qu'il dispute, en établissant à chaque fois un nouveau record du monde. Il égale la performance d'un autre Norvégien, Hjalmar Andersen, lui aussi triple champion olympique à Oslo en 1952. L'Américaine Bonnie Blair obtient deux médailles d'or, sur le 500 mètres et le 1 000 mètres, comme ce fut le cas deux années plus tôt à Albertville. Elle porte ainsi son total à six médailles olympiques au cours de sa carrière, dont cinq en or. Elle aussi double championne olympique à Albertville, l'Allemande Gunda Niemann se contente cette fois-ci d'une médaille d'argent et d'une médaille de bronze gagnées sur le 5 000 mètres et le 1 500 mètres.

#### Patinage de vitesse sur piste courte
Six épreuves de patinage de vitesse sur piste courte sont organisées lors de ces Jeux : le 500 m, le 1 000 m et le relais par équipes pour les hommes comme pour les femmes. Elles ont lieu dans l'amphithéâtre olympique de Hamar et rassemblent 83 athlètes représentant 19 pays. La Corée du Sud domine les compétitions, avec six médailles dont quatre en or.
Chez les hommes, le Sud-Coréen Chae Ji-hoon et l'Italien Mirko Vuillermin remportent chacun deux médailles. Le premier bat le second dans l'épreuve du 500 m et prend ensuite l'argent dans le 1 000 m derrière son compatriote Kim Ki-hoon. Mirko Vuillermin gagne quant à lui la médaille d'or avec ses coéquipiers sur le relais. Chez les femmes, Chun Lee-kyung gagne elle aussi deux médailles d'or, l'une sur 1 000 m, l'autre en relais. Elle aussi sacrée avec le relais sud-coréen, la patineuse Kim Yun-mi devient à l'âge de 13 ans la plus jeune championne olympique de l'histoire des Jeux d'hiver,.

#### Saut à ski

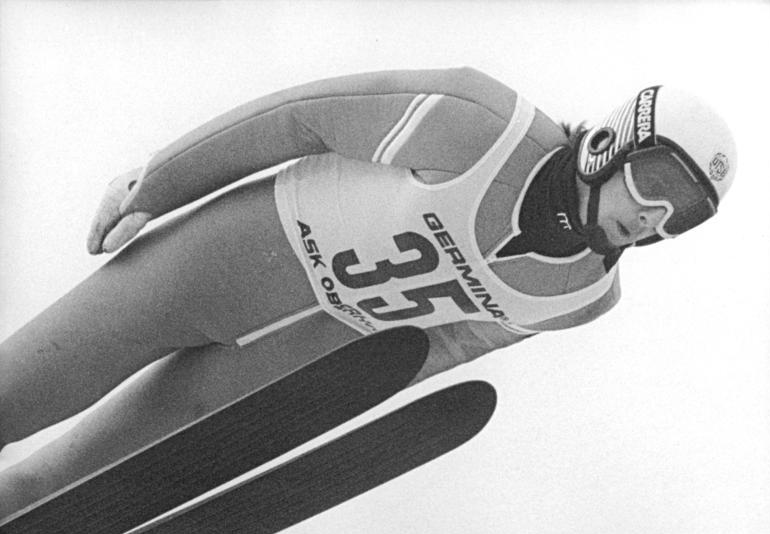
Jens Weissflog en 1989.

Les compétitions de saut à ski, l'épreuve individuelle sur petit tremplin et sur grand tremplin ainsi que l'épreuve par équipes, se déroulent dans le stade de saut à ski Lysgårdsbakken. Soixante-huit sauteurs de 19 pays y prennent part. L'Allemagne et la Norvège remportent trois médailles chacune, mais les Allemands en comptent deux en or contre une seule pour les Norvégiens.
L'épreuve individuelle sur grand tremplin est la première disputée et voit le succès du sauteur allemand Jens Weissflog, déjà vainqueur de l'épreuve à Sarajevo en 1984. Il devance le Norvégien Espen Bredesen, champion du monde et favori de la compétition, et l'Autrichien Andreas Goldberger. Bredesen prend sa revanche sur le petit tremplin en s'imposant avec quatorze points d'avance sur son compatriote Lasse Ottesen. L'Allemagne prend le bronze avec Dieter Thoma, alors que Weissflog est seulement quatrième. Entretemps, les sauteurs allemands prennent le meilleur sur les Japonais dans l'épreuve par équipes, l'Autriche se classant 3e et laissant les Norvégiens au pied du podium.

#### Ski acrobatique
Sport olympique depuis les Jeux d'Albertville en 1992, le ski acrobatique se dote à Lillehammer d'une seconde épreuve : après les bosses, c'est le saut qui entre au programme des Jeux pour les hommes comme pour les femmes. Ces quatre compétitions se déroulent sur l'aire de ski acrobatique de Kanthaugen et réunissent 97 skieurs de 21 pays, dont 52 hommes et 45 femmes. Avec trois podiums dont un titre olympique, le Canada est la nation la plus médaillée dans cette discipline.
Champion olympique en titre et grand favori de l'épreuve des bosses, le Français Edgar Grospiron se contente de la médaille de bronze. C'est le Canadien Jean-Luc Brassard qui obtient l'or, devant le Russe Sergei Shupletsov. Chez les femmes, la Norvégienne Stine Lise Hattestad gagne l'épreuve.
En devenant la première championne olympique de saut acrobatique, Lina Cheryazova apporte également la première médaille d'or aux Jeux d'hiver à son pays, l'Ouzbékistan, qui participe pour la première fois en tant que nation indépendante. Seulement 10e des qualifications, le Suisse Andreas Schönbächler crée la surprise en finale pour s'imposer chez les hommes.

#### Ski alpin

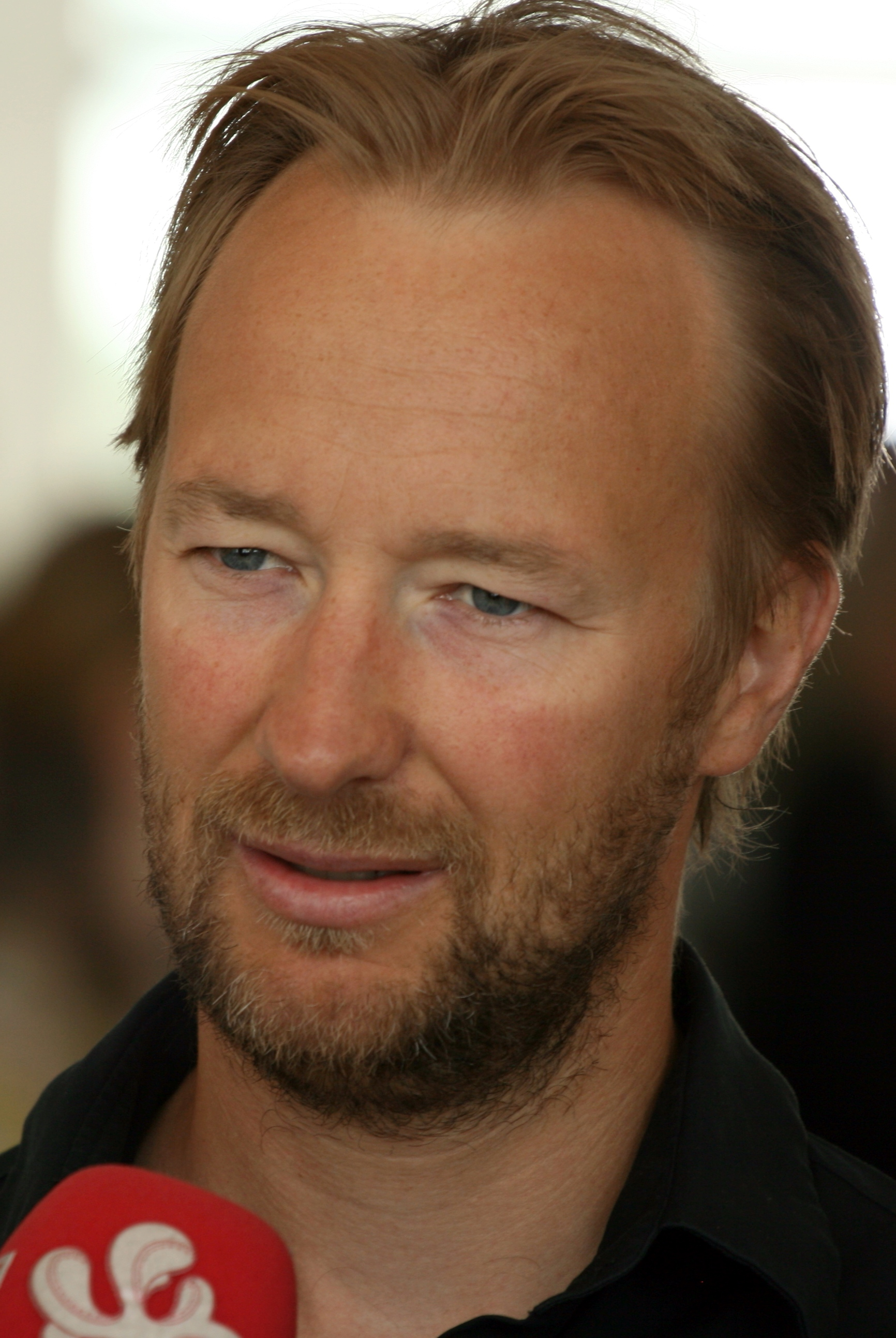
Le Norvégien Kjetil André Aamodt obtient trois médailles lors de ces Jeux.

Les épreuves de ski alpin se déroulent sur deux sites : à Kvitfjell pour les épreuves de vitesse et à Hafjell pour les épreuves techniques. 250 skieurs de 45 pays, dont 140 hommes et 110 femmes, participent aux différentes courses. L'équipe de Norvège gagne cinq médailles dont une en or, alors que l'Allemagne obtient trois fois l'or, pour un total de quatre médailles. Sur le plan individuel, la Suissesse Vreni Schneider et le Norvégien Kjetil André Aamodt remportent chacun trois médailles.
Aamodt obtient son premier podium lors de la descente masculine, au lendemain de la cérémonie d'ouverture. Il se classe deuxième derrière l'Américain Tommy Moe, surprenant vainqueur, qui ne s'était jamais imposé sur une épreuve de Coupe du monde. Moe et Aamodt sont devancés dans le super-G par l'Allemand Markus Wasmeier, qui remporte une seconde médaille d'or quelques jours plus tard dans le slalom géant. L'Italien Alberto Tomba finit deuxième du slalom derrière l'Autrichien Thomas Stangassinger pour remporter sa troisième médaille olympique consécutive dans cette discipline. L'équipe de Norvège domine l'épreuve du combiné alpin, en plaçant trois de ses skieurs sur le podium : Lasse Kjus, champion du monde en titre, remporte la médaille d'or devant Kjetil André Aamodt et Harald Christian Strand Nilsen,.
Double championne olympique à Calgary en 1988, Vreni Schneider complète sa moisson de médailles à Lillehammer : elle en remporte trois, une de chaque métal. Après s'être classée 2e du combiné derrière la Suédoise Pernilla Wiberg, puis 3e du slalom géant dominé par l'Italienne Deborah Compagnoni, elle s'impose dans le slalom en réalisant le meilleur temps de la deuxième manche. Grande favorite de la descente, l'Allemande Katja Seizinger tient son rang : leader de la Coupe du monde, elle devance l'Américaine Picabo Street de plus de 6/10e de seconde et l'Italienne Isolde Kostner de près d'une seconde. Cette dernière obtient également le bronze dans le super-G, remporté par Diann Roffe Steinrotter.

#### Ski de fond
Les dix épreuves masculines et féminines de ski de fond sont tenues sur le stade de ski de Birkebeineren. Trente-cinq nations sont engagées, envoyant 197 athlètes, dont 117 hommes. Seules cinq nations se partagent les trente médailles attribuées : l'équipe italienne domine les épreuves en remportant neuf récompenses dont trois en or. La Norvège compte elle aussi trois titres olympiques pour un total de huit médailles ; les Russes et les Finlandais obtiennent cinq podiums. L'équipe du Kazakhstan, pour sa première participation en tant que nation indépendante, remporte trois médailles à Lillehammer, dont une en or, grâce à un seul athlète, Vladimir Smirnov,.
La fondeuse italienne Manuela Di Centa entre dans l'histoire des Jeux en réalisant un véritable exploit : elle gagne une médaille dans chacune des cinq épreuves inscrites au programme olympique de ski de fond féminin,. Elle commence sa moisson dès la première épreuve, au lendemain de la cérémonie d'ouverture, le 15 kilomètres style classique en s'imposant devant la Russe Lioubov Iegorova. Elle est ensuite devancée par cette même concurrente russe à deux reprises, dans le 5 kilomètres et dans la poursuite, et se contente de la médaille d'argent, alors que la Finlandaise Marja-Liisa Kirvesniemi et l'Italienne Stefania Belmondo prennent respectivement le bronze dans ces deux épreuves,. Le 21 février, dans le relais 4 × 5 kilomètres, Manuela Di Centa et ses coéquipières prennent la médaille de bronze, alors que le titre revient à la Russie et qu'Egorova remporte ainsi sa troisième médaille d'or dans ces Jeux. Di Centa ponctue son triomphe olympique en dominant l'épreuve reine, le 30 kilomètres style libre, devant la Norvégienne Marit Mikkelsplass et la Finlandaise Kirvesniemi.
La première épreuve masculine, le 30 kilomètres style libre, disputée le 14 février, voit les Norvégiens réaliser un doublé : Thomas Alsgaard domine la course devant Bjørn Dæhlie. Ce dernier gagne successivement la médaille d'or sur le 10 kilomètres classique et la poursuite, en devançant à chaque fois le fondeur kazakh Vladimir Smirnov. Ce dernier prend sa revanche lors de la dernière épreuve, le 50 kilomètres classique, qu'il remporte devant le Finlandais Mika Myllylä et le Norvégien Sture Sivertsen. La victoire sur le relais masculin revient aux Italiens, emmenés par Marco Albarello et Silvio Fauner, déjà médaillés de bronze en individuel, respectivement sur le 10 kilomètres et la poursuite. Bjørn Dæhlie et le relais norvégien terminent seconds, ce qui lui permet d'obtenir une quatrième médaille, une performance qu'il a déjà réalisé à Albertville deux ans plus tôt et qu'il réussira à nouveau à Nagano quatre ans plus tard.

### Cérémonie de clôture
« Nous espérons que cette trêve va se transformer en une paix durable, pour nous et pour nos enfants. »

— Juan Antonio Samaranch, Discours lors de la cérémonie de clôture
La cérémonie de clôture des Jeux de Lillehammer a lieu le dimanche 27 février et se déroule au stade de saut à ski de Lysgårdsbakken. Cette cérémonie, placée sous le signe de l'émotion, multiplie les hommages à la ville de Sarajevo, hôte des Jeux olympiques de 1984 et depuis déchirée par la guerre. Après l'entrée des athlètes dans le stade, Autun Tron, maire de Lillehammer, transmet le drapeau olympique à Tasuku Tsukada, maire de la ville japonaise de Nagano qui accueillera les Jeux olympiques d'hiver de 1998. Juan Antonio Samaranch, président du CIO, et Gerhard Heiberg, président du comité d'organisation, prononcent tour à tour leur discours, saluant notamment le public norvégien. La chanteuse Sissel Kyrkjebø interprète ensuite l'hymne olympique accompagnée par une chorale de 400 enfants. À l'issue du spectacle reprenant des éléments du folklore norvégien, l'actrice Liv Ullmann et l'explorateur Thor Heyerdahl lisent tour à tour des extraits de la déclaration universelle des droits de l'homme avant que la flamme olympique ne s'éteigne dans le stade. Au même instant, les sportifs rassemblés au centre du stade ainsi que les 40 000 spectateurs allument et brandissent une lampe de poche sur laquelle est gravée l'inscription « Remember Sarajevo »,.

### Tableau des médailles

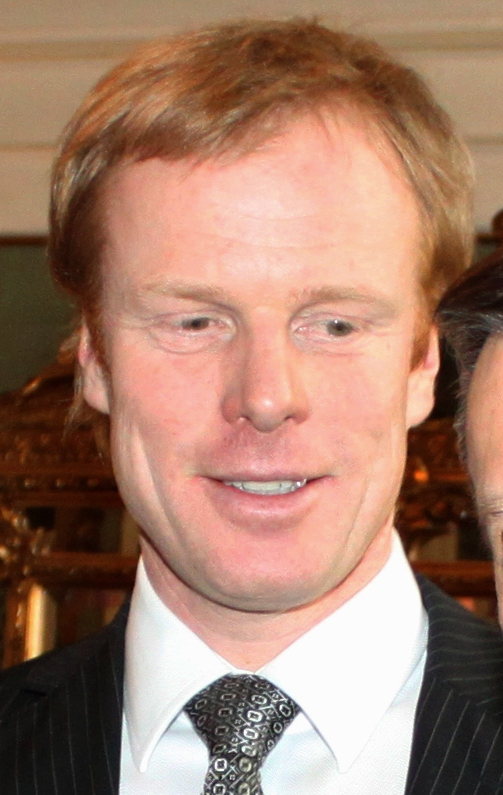
Avec ses quatre médailles, Bjørn Dæhlie contribue largement à la performance des Norvégiens.

Lors des Jeux d'hiver, 183 médailles dans les six sports, soit 61 épreuves, ont été remises aux différents athlètes. Vingt-deux des soixante-sept nations participantes remportent au moins une médaille, comme détaillé dans le tableau ci-dessous. Parmi elles, quatorze nations remportent au moins une médaille d'or. L'équipe russe est en tête du tableau des médailles car elle est celle qui compte le plus grand nombre de médaille d'or, soit onze des vingt-trois récompenses qu'elle a obtenues, tandis que la Norvège, pays hôte, est celle qui a remporté le plus de médailles lors de ces Jeux, avec vingt-six récompenses, dont dix en or. Elle obtient ainsi son meilleur résultat depuis les Jeux de Grenoble en 1968.
| Rang | Nation       | Médaille d'or, Jeux olympiques | Médaille d'argent, Jeux olympiques | Médaille de bronze, Jeux olympiques | Total |
| ---- | ------------ | ------------------------------ | ---------------------------------- | ----------------------------------- | ----- |
| 1    | Russie       | 11                             | 8                                  | 4                                   | 23    |
| 2    | Norvège      | 10                             | 11                                 | 5                                   | 26    |
| 3    | Allemagne    | 9                              | 7                                  | 8                                   | 24    |
| 4    | Italie       | 7                              | 5                                  | 8                                   | 20    |
| 5    | États-Unis   | 6                              | 5                                  | 2                                   | 13    |
| 6    | Corée du Sud | 4                              | 1                                  | 1                                   | 6     |
| 7    | Canada       | 3                              | 6                                  | 4                                   | 13    |
| 8    | Suisse       | 3                              | 4                                  | 2                                   | 9     |
| 9    | Autriche     | 2                              | 3                                  | 4                                   | 9     |
| 10   | Suède        | 2                              | 1                                  | 0                                   | 3     |
| 11   | Japon        | 1                              | 2                                  | 2                                   | 5     |
| 12   | Kazakhstan   | 1                              | 2                                  | 0                                   | 3     |
| 13   | Ukraine      | 1                              | 0                                  | 1                                   | 2     |
| 14   | Ouzbékistan  | 1                              | 0                                  | 0                                   | 1     |
| 15   | Biélorussie  | 0                              | 2                                  | 0                                   | 2     |
| 16   | Finlande     | 0                              | 1                                  | 5                                   | 6     |
| 17   | France       | 0                              | 1                                  | 4                                   | 5     |
| 18   | Pays-Bas     | 0                              | 1                                  | 3                                   | 4     |
| 19   | Chine        | 0                              | 1                                  | 2                                   | 3     |
| 20   | Slovénie     | 0                              | 0                                  | 3                                   | 3     |
| 21   | Royaume-Uni  | 0                              | 0                                  | 2                                   | 2     |
| 22   | Australie    | 0                              | 0                                  | 1                                   | 1     |

### Sportifs les plus médaillés

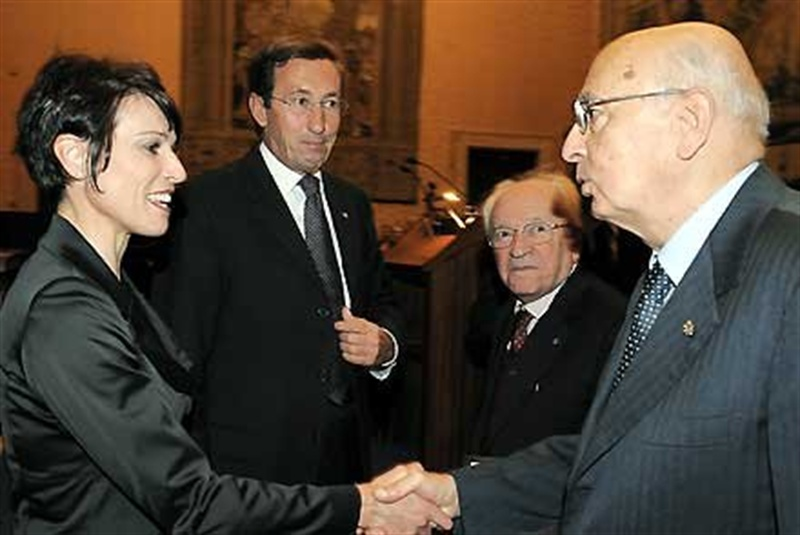
Manuela Di Centa (à gauche) est, avec cinq médailles, la sportive la plus médaillée de ces Jeux.

La sportive la plus médaillée lors de ces Jeux est la fondeuse italienne Manuela Di Centa, qui remporte cinq médailles dont deux en or et deux en argent. La fondeuse russe Lioubov Iegorova et le patineur de vitesse norvégien Johann Olav Koss sont les deux athlètes ayant remporté le plus de médailles d'or avec trois titres chacun. La Norvège est d'ailleurs la nation la mieux représentée parmi les neuf athlètes les plus médaillés avec trois représentants, devant la Russie avec deux représentants.
| Rang | Athlète                   | Sport               | Médaille d'or, Jeux olympiques | Médaille d'argent, Jeux olympiques | Médaille de bronze, Jeux olympiques | Total |
| ---- | ------------------------- | ------------------- | ------------------------------ | ---------------------------------- | ----------------------------------- | ----- |
| 1    | Manuela Di Centa (ITA)    | Ski de fond         | 2                              | 2                                  | 1                                   | 5     |
| 2    | Lioubov Iegorova (RUS)    | Ski de fond         | 3                              | 1                                  | 0                                   | 4     |
| 3    | Bjørn Dæhlie (NOR)        | Ski de fond         | 2                              | 2                                  | 0                                   | 4     |
| 4    | Johann Olav Koss (NOR)    | Patinage de vitesse | 3                              | 0                                  | 0                                   | 3     |
| 5    | Vladimir Smirnov (KAZ)    | Ski de fond         | 1                              | 2                                  | 0                                   | 3     |
| 6    | Vreni Schneider (SUI)     | Ski alpin           | 1                              | 1                                  | 1                                   | 3     |
| 6    | Sergey Tarasov (RUS)      | Biathlon            | 1                              | 1                                  | 1                                   | 3     |
| 8    | Kjetil André Aamodt (NOR) | Ski alpin           | 0                              | 2                                  | 1                                   | 3     |
| 9    | Mika Myllylä (FIN)        | Ski de fond         | 0                              | 1                                  | 2                                   | 3     |

## Réactions et retombées

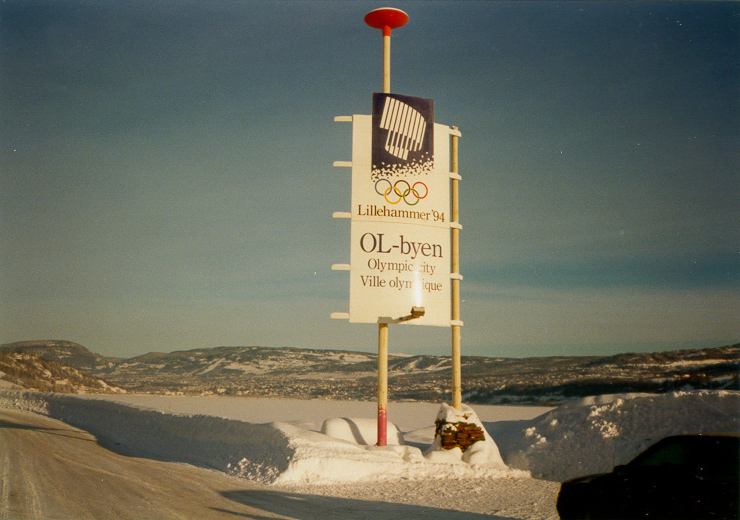
Lillehammer Olympic

Les Jeux de Lillehammer sont considérés comme un grand succès, et comme les Jeux d'hiver les mieux organisés de l'histoire par de nombreux experts,,. L'immense ferveur qu'ils ont suscité en Norvège, comme en témoignent les affluences enregistrées lors des différentes épreuves, est elle aussi saluée. Les Jeux sont ainsi très favorablement accueillis par la population norvégienne et renforcent son sentiment patriotique : une étude réalisée après les Jeux par l'université de Trondheim a montré que 41 % des personnes interrogées vivant dans les environs de Lillehammer estiment que la société norvégienne est aussi proche que possible de la perfection, alors que cette part n'était que de 32 % avant l'ouverture des Jeux.
Considérés comme les premiers Jeux « verts » de l'histoire,, les Jeux de Lillehammer marquent une prise de conscience dans le danger que représente l'organisation d'une telle manifestation sportive pour la nature,. Le comité d'organisation et la Fédération norvégienne de l'environnement reçoivent six prix pour la protection de l'environnement, remis à Londres à l'occasion de la Journée mondiale de l'environnement le 3 juin 1994. Un accord de collaboration entre le CIO et le Programme des Nations unies pour l'environnement (PNUE) signé peu de temps après la clôture des Jeux de Lillehammer vise à développer les initiatives conjointes dans ce domaine. Bien que les organisateurs aient réussi le mariage du « vert » et du « blanc », certaines critiques sont présentées par les écologistes, notamment en ce qui concerne la piste de bobsleigh qu'il a fallu arroser d'ammoniac pour réfrigérer la glace.
Les retombées économiques des Jeux semblent insuffisantes pour certains experts, qui estiment que la ville n'a pas su tirer profit de l'organisation de cet évènement. Gerhard Heiberg, membre du CIO et ancien président du comité d'organisation des Jeux de Lillehammer en convient : « Vous devez profiter des Jeux pour faire la promotion de vos forces, de vos attraits. Nous avons perdu beaucoup en ne le faisant pas. » Toutefois, le nombre de touristes étrangers visitant Lillehammer est plus élevé dans les années qui suivent les Jeux que dans celles qui les précèdent, en partie grâce aux stations de ski de Kvitfjell et Hafjell ou du musée olympique de la ville, qui ont vu le jour à l'occasion des Jeux.
Le 7 décembre 2011, Lillehammer est désignée pour accueillir les Jeux olympiques de la jeunesse d'hiver de 2016. Le directeur général du comité d'organisation, Tomas Holmestad, estime que l'héritage des Jeux d'hiver 1994  a joué un rôle essentiel dans cette attribution : « Nous n’aurions jamais pu organiser les JOJ d’hiver si les Jeux olympiques d’hiver n’avaient pas eu lieu à Lillehammer. Le grand nombre de legs de 1994, comme la présence des sites olympiques par exemple, a représenté un atout considérable pour notre candidature. » La municipalité d'Oslo envisage de se porter candidate à l'accueil des Jeux olympiques d'hiver de 2022, en s'appuyant elle aussi sur l'héritage des Jeux de Lillehammer, et en réutilisant certaines des installations des Jeux de 1994. La ville retire finalement sa candidature au cours de l'année 2014 faute d'avoir obtenu le soutien financier de l'État norvégien. Peu après ce retrait, l'idée d'une candidature de Lillehammer pour les Jeux d'hiver 2026 voit le jour, notamment dans le sillage du maire de la ville, Espen Granberg Johnsen, qui estime que « les Jeux olympiques seront organisés en Asie à la fois en 2018 et en 2022. À un certain moment, il va falloir que les Jeux reviennent en Europe, et sur ce point là, je veux dire que la Norvège devrait se positionner avec Lillehammer,. »